# Santenay, Côte-d'Or
Santenay är en kommun i departementet Côte-d'Or i regionen Bourgogne-Franche-Comté i östra Frankrike. Kommunen ligger i kantonen Nolay som tillhör arrondissementet Beaune. År 2022 hade Santenay 852 invånare.

## Befolkningsutveckling
Antalet invånare i kommunen Santenay
Referens:INSEE